# Sigeric II.
Sigeric II. (auch Sigric) war von 825 bis um 840 König des angelsächsischen Königreichs Essex.
Im Jahr 825 besiegte Egbert von Wessex Mercia in der Schlacht von Ellandun. Nach diesem Sieg unterwarfen sich Kent, Surrey, das Königreich Sussex und das Königreich Essex der Herrschaft von Wessex. König Sigered wurde vertrieben und Essex als Unterkönigreich dem Königreich Wessex angegliedert. Zumindest in Mercia wurde Sigeric II. als König anerkannt, doch lassen sich keine Aussagen über Art und Umfang seiner Machtstellung treffen. Sigeric II. war der Letzte, der sich in einer Urkunde „König der Ostsachsen“ nannte. In der Charta S1791 wurde er auch nur als minister (lat. für „Diener, Helfer“) des Königs Wiglaf von Mercien tituliert.
Nach Auffassung einiger Historiker handelt es sich bei Sigeric II. und seinem Vorgänger Sigered um dieselbe Person.